# 7 Brygada Kawalerii Narodowej (pułk Mazurów)
7 Brygada Kawalerii Narodowej – polski oddział kawalerii wchodzący w skład wojsk powstańczych okresu insurekcji kościuszkowskiej.

## Formowanie
Koncentracja wojsk gen. Antoniego Madalińskiego w okolicach Ostrołęki nie objęła wszystkich oddziałów 1 Brygady Kawalerii Narodowej. Oprócz szwadronu zagarniętego przez Prusaków w 1793 nie wymaszerowały do Krakowa jeszcze dwa szwadrony.  Ponadto nie wymaszerowało z brygadą około 100 nie pościąganych z posterunków ludzi, pozostawionych z powodu braku koni lub złego stanu zdrowia. Tych ostatnich pozbierał i wcielił do pułku Kwaśniewskiego chor. Józef Mostowski.
Te dwa szwadrony skierowano pod dowództwem wicebryg. Jana Henryka Dąbrowskiego w ślad za maszerującą brygadą. Nie dołączyły one jednak do macierzystej jednostki i stały się trzonem zorganizowanego przez gen. Dąbrowskiego pułku Mazurów. 30 maja nowo zorganizowana jednostka liczyła 300 głów. 6 czerwca Dąbrowski przejął połowę rozwiązanego rozkazem gen. lejtn. Mokronowskiego kawaleryjskiego legionu płk. Rottenburga i pułk miał już 408 ludzi i 300 koni. W sierpniu pułk przemianowany został na 7 Brygadę Kawalerii Narodowej. Brygada liczyła wówczas 612 osób i 523 konie. We wrześniu 400 konnych brygady pomaszerowało z Dąbrowskim do Wielkopolski, a 112 ludzi zostało w dywizji gen. lejtn. Poniatowskiego.

## Żołnierze brygady
Organizatorem brygady i nominalnym jej dowódcą był gen. Jan Henryk Dąbrowski. Faktycznie dowodził nią wicebryg. Michał Łaszczyński. 
Na pierwszego majora awansowany został Robert Kampenhausen, drugim majorem był  Maciej Zabłocki, trzecim Jerzy Duczymiński, czwartym Marcin Wolski, piątym Romuald Poniatowski, szóstym Stanisław Bielamowski.

Porucznikami zostali: Błaszkowski z funkcją kwatermistrza, Bogumił Żabokrzycki z funkcją audytora, Jan Kałowski, Klemens Dąbrowski i Kapica.

Podporucznikami zostali: Stanisław Zabłocki z funkcją adiutanta, Jan Głębski, Chrząstowski, Aleksander Żebrowski, Wiłkoński, Józef Kownacki, Józef Kącki i Piotr Bogurski.

Chorążymi zostali: Michał Ulatowski, Franciszek Brzechwa, Stanisław Tymieniecki, Tadeusz Piotrowski, Emeryk Zabłocki i Bartoszewski.
Sztabschirurgiem brygady został Krzysztof Hildebrandt.